# الحسينية (عين الدفلى)
حُسَيْنِيَّة أو الحُسَيْنِيَّة هي إحدى بلديات ولاية عين الدفلى الجزائرية. تقع في الجهة الشرقية للولاية وتحدها بلديات بومدفع ، عين البنيان ، عين التركي ، عين السلطان و جندل. تبعد حوالي 96 كلم عن الجزائر العاصمة ويمر عبرها الطريق الوطني رقم 4 و الطريق السيار شرق-غرب بالإضافة إلى خط السكة الحديدية الذي يربط العاصمة الجزائر بوهران. يبلغ عدد سكانها حسب الإحصاء الوطني للسكان لعام 2023 حوالي 10071 نسمة و يغلب عليها النشاط الفلاحي المتمثل في زراعة الحبوب وتربية الدواجن. رمزها البريدي 44048